# WiiWare
WiiWare（ウィーウェア，Wii軟體）為提供Wii新作軟體透過網際網路發行及下載的服務，使用本服務時需將Wii連接至網際網路。本項服務於2008年3月25日開始至2019年1月31日隨著Wii商店頻道關閉而終止。

## 概要
Wii之前已有提供舊軟體發行、下載的Virtual Console（虛擬遊戲平台）服務，相對於Wii Ware則是提供新作軟體的發行及下載服務。本概念是在2007年6月27日由Nintendo of America（任天堂美國分公司）所發表、2007年10月10日正式公布本服務的開始時間，並公布部分對應的遊戲軟體。

## 下載方法
與Virtual Console的遊戲軟體相同，將透過「Wii購物頻道」進行資料傳輸下載。
下載完成後，遊戲圖示即會出現在Wii主選單中。

## 收費方法
購買Wii Ware的收費軟體需使用任天堂點數，點數價值等同日幣。
與一般盒裝軟體不同的是，Wii Ware的軟體是透過網際網路下載的方式，因此可以減少生產及販賣的成本，故預定將提供低價格及各種價格的軟體。

## 儲存方式
下載的軟體預定將儲存於Wii主機內的快閃記憶體中。
2008年10月時任天堂宣佈為彌補Wii快閃記憶體不足的問題，現已可直接將WiiWare遊戲存放於SD記憶卡中运行。

## 支援網路功能
- 任天堂Wifi網路連線
- 購買加值功能
- WiiConnect24不間斷網路